# Governo Barnier
Il governo Barnier è stato il quarantacinquesimo governo della Quinta Repubblica francese, in carica dal 5 settembre al 13 dicembre 2024 (sebbene dimissionario dal 5 dicembre), sotto la presidenza di Emmanuel Macron. 
Si è insediato in seguito alle elezioni legislative dello stesso anno ed alle dimissioni di Gabriel Attal dalla carica di Primo ministro, con i ministri che hanno prestato giuramento il 21 settembre 2024. 
Il 4 dicembre 2024, esso è stato sfiduciato a causa dell’approvazione di una mozione di censura, avendo precedentemente l’esecutivo impegnato la propria responsabilità sulla legge di bilancio secondo quanto previsto dall’Art. 49 § (3), Cost., risultando così essere il primo governo a cadere in questo modo dal 1962.

## Storia

### Formazione
In seguito al complicato quadro politico emerso dalle elezioni legislative, che hanno visto la sostanziale ripartizione dell’Assemblea nazionale in tre grandi gruppi ideologici senza che nessuno di questi prevalesse sugli altri, ed una conseguente situazione di grave stallo politico, per il paese è iniziato un incerto periodo post-elettorale, caratterizzato da lunghe negoziazioni e difficoltà in tutto il processo di formazione.
L'esito del voto era inoltre complicato dall'impossibilità costituzionale di tenere nuove elezioni prima di un anno: al fine di garantire la stabilità istituzionale, dunque, il Presidente Emmanuel Macron, su cui ricade il potere assoluto ed esclusivo di nomina del Primo ministro secondo la Legge fondamentale, ha inizialmente proposto la formazione di un governo tecnico di larghe intese tra tutti i partiti politici “repubblicani” (escludendo dunque i partiti più estremi dell’arco parlamentare); tale proposta è però presto stata liquidata come impraticabile, specie dal blocco di sinistra (guidato dal Nuovo Fronte Popolare) che, in quanto vincitore formale della tornata, era legittimato a proporre un candidato.
In questa fase delle trattative il Presidente ha altresì accettato, in data 16 luglio, le dimissioni del Primo ministro Gabriel Attal (dopo aver già rifiutato precedentemente una sua richiesta il giorno dopo delle elezioni), chiedendo tuttavia a quest’ultimo di rimanere comunque in carica per gli affari correnti ed urgenti in attesa della formazione del nuovo esecutivo. Nonostante ciò, il capo di stato ha comunque dichiarato successivamente di voler nominare un nuovo premier solo successivamente alla conclusione delle Olimpiadi, previste a Parigi dal 26 luglio all’11 agosto.
Approfittando dunque di questa inusuale “tregua olimpica”, il Nuovo Fronte Popolare ha avviato, non senza difficoltà, un processo di selezione interno per il ruolo di candidato Primo ministro, al fine di avvantaggiarsi nelle negoziazioni: la coalizione è quindi giunta così all'indicazione di Lucie Castets, una funzionaria pubblica indipendente nell’ambito della contabilità del comune di Parigi.
A questo punto, terminato il periodo “di quiete”, il Presidente Macron ha ripreso il processo di formazione, annunciando l’inizio delle consultazioni con tutte le forze politiche iniziando proprio dal Nuovo Fronte Popolare. Quest’ultimo ha quindi avanzato la sua candidatura ricevendo però il rifiuto del Presidente: nonostante l'apertura del NFP a sostenere un governo guidato da Castets con il solo appoggio esterno delle frange più radicali in modo da favorire un sostegno da parte di altre forze parlamentari, Macron ha messo in dubbio la capacità del Fronte di poter formare una maggioranza durevole (dato che questa sarebbe verosimilmente caduta con una mozione di sfiducia supportata dalla destra e dalla stessa coalizione presidenziale).
La chiusura di Macron ha provocato le proteste della coalizione di sinistra, che ha bollato il comportamento della Presidenza come “anti-democratico” e “solo pretestuoso”, e alcuni membri del Fronte (come La France Insoumise di Jean-Luc Mélenchon) hanno addirittura minacciato, senza tuttavia troppo supporto, l'avvio di un procedimento di messa in stato d’accusa.
Dato l'inusuale prolungamento del processo di formazione del governo rispetto agli standard della Quinta Repubblica, il Presidente ha avviato ulteriore giro di consultazioni coinvolgendo personaggi di spicco della politica francese come gli ex-Presidenti Nicolas Sarkozy e François Hollande, l’ex-Primo ministro Bernard Cazeneuve, il funzionario Thierry Beaudet ed il Presidente della Regione dell'Alta Francia Xavier Bertrand, ognuno bollato dalla stampa come potenziale figura risolutrice.
La situazione si è infine sbloccata il 6 settembre, quando Emmanuel Macron ha nominato Michel Barnier, ex-Commissario europeo del centro-destra moderato e di grande esperienza, alla carica di Primo ministro: tale manovra ha permesso l'ingresso de I Repubblicani nella coalizione presidenziale, ottenendo una maggioranza relativa. Tale atto ha, ovviamente, causato le critiche dell’esautorata sinistra ma, inaspettatamente, anche la reazione pacata dell’estrema destra guidata dal Rassemblement National che, non senza velati risentimenti, non ha tuttavia escluso di cooperare passivamente qualora il Premier, che non ha mai esplicitamente detto di escludere la collaborazione con la fazione di Marine Le Pen e Jordan Bardella, avesse soddisfatto i suoi criteri di giudizio.
Dopo la nomina di Barnier, i ministri sono stati nominati solo il 21 settembre, dopo molte settimane d’attesa. Le nomine sono state criticate sia dalla sinistra (soprattutto per non aver rispettato, in generale, il risultato delle elezioni) sia, stavolta, anche in parte dalla destra. Il governo è entrato in carica il medesimo giorno.

### Sfiducia e dimissioni
Avendo elaborato una legge di bilancio preannunciatasi particolarmente austera per via della precaria situazione finanziaria del paese, ed avendo questo causato numerose divergenze e disaccordi, divenuti presto insanabili, nella definizione delle relative misure economiche con il Rassemblement National (RN) di Marine Le Pen, che con la sua astensione aveva consentito la nascita dell'esecutivo, il 4 dicembre 2024 il governo è stato ufficialmente sfiduciato, dopo l'approvazione di una mozione di censura presentata dal Nuovo Fronte Popolare (NFP) e votata anche da RN (331 voti favorevoli e 246 contrari), sorta in seguito all’impegno della responsabilità politica del governo sul provvedimento secondo quanto prescritto dall’Art.49, § (3) della Costituzione.

## Compagine di governo

### Appartenenza politica
L'appartenenza politica dei membri del Governo alla sua formazione è la seguente:
| Partito | Partito                                     | Presidente | Ministri | Ministri delegati | Segretari di Stato | Totale |
| ------- | ------------------------------------------- | ---------- | -------- | ----------------- | ------------------ | ------ |
|         | I Repubblicani                              | 1          | 3        | 4                 | -                  | 8      |
|         | Renaissance                                 | -          | 5        | 5                 | 1                  | 11     |
|         | Divers droite                               | -          | 3        | 1                 | 1                  | 5      |
|         | Movimento Democratico                       | -          | 2        | 1                 | -                  | 3      |
|         | Unione dei Democratici e degli Indipendenti | -          | 1        | 2                 | -                  | 3      |
|         | Horizons                                    | -          | 1        | 1                 | -                  | 2      |
|         | Divers gauche                               | -          | 1        | -                 | -                  | 1      |
|         | Territorio del Progresso (RE)               | -          | 1        | -                 | -                  | 1      |
|         | Nuova Energia (LR)                          | -          | -        | 1                 | 1                  | 2      |
|         | Nous France (LR)                            | -          | -        | 1                 | -                  | 1      |
|         | Partito Radicale                            | -          | -        | 1                 | -                  | 1      |
|         | Soyons libre (LR)                           | -          | -        | -                 | 1                  | 1      |
|         | Indipendenti                                | -          | -        | -                 | 1                  | 1      |
| Totale  | Totale                                      | 1          | 17       | 19                | 5                  | 40     |

### Provenienza geografica
La provenienza geografica dei membri del Governo alla sua formazione si può così riassumere:
| Regione                     | Presidente | Ministri | Ministri delegati | Segretari di Stato | Totale |
| --------------------------- | ---------- | -------- | ----------------- | ------------------ | ------ |
| Alvernia-Rodano-Alpi        | 1          | -        | 4                 | -                  | 5      |
| Île-de-France               | -          | 6        | 6                 | 1                  | 13     |
| Grand Est                   | -          | 2        | 1                 | -                  | 3      |
| Borgogna-Franca Contea      | -          | 2        | -                 | -                  | 2      |
| Centro-Valle della Loira    | -          | 2        | -                 | -                  | 2      |
| Paesi della Loira           | -          | 2        | -                 | -                  | 2      |
| Nuova Aquitania             | -          | 1        | 2                 | -                  | 3      |
| Alta Francia                | -          | 1        | -                 | 2                  | 3      |
| Provenza-Alpi-Costa Azzurra | -          | 1        | -                 | -                  | 1      |
| Bretagna                    | -          | -        | 2                 | -                  | 2      |
| Normandia                   | -          | -        | 1                 | -                  | 1      |
| Occitania                   | -          | -        | 1                 | -                  | 1      |
| Maiotta                     | -          | -        | -                 | 1                  | 1      |

### Sostegno parlamentare
Al pari del precedente, poiché la Costituzione della Francia non la dispone come obbligatoria per l’esecutivo, questo governo non si è sottoposto ad una esplicita mozione di fiducia e, per questo motivo, il grafico seguente è frutto di dichiarazioni ufficiali dei partiti e delle loro posizioni durante le questioni di fiducia o le mozioni di sfiducia (compresa quella riuscita del 4 dicembre 2024).
Al momento della formazione dell’esecutivo, il 5 settembre 2024:
| Camera              | Collocazione | Partiti                                                                                                | Seggi     |
| ------------------- | ------------ | --- | --------- |
| Assemblea Nazionale | Governo      | ENS (166): RE (99), MoDem (36), HOR (31); Altri (47): LR (47)                                          | 212 / 577 |
| Assemblea Nazionale | Opposizione  | NFP (193): LFI (72), SOC (66), ECO (38), GDR (17); Altri (172): RN (126), LIOT (22), UDR (16), N-I (7) | 365 / 577 |

Al momento del primo tentativo di sfiducia dell’esecutivo, l’8 ottobre 2024:
| Camera              | Collocazione | Partiti                                                                    | Seggi     |
| ------------------- | ------------ | -------------------------------------------------------------------------- | --------- |
| Assemblea Nazionale | Governo      | ENS (166): RE (99), MoDem (36), HOR (31); Altri (47): LR (47)              | 212 / 577 |
| Assemblea Nazionale | Astensione   | RN (126), LIOT (18), UDR (16), N-I (6)                                     | 166 / 577 |
| Assemblea Nazionale | Opposizione  | NFP (193): LFI (72), SOC (66), ECO (38), GDR (17); Altri LIOT (4), N-I (1) | 198 / 577 |

Al momento della riuscita mozione di sfiducia contro l’esecutivo, il 4 dicembre 2024:
| Camera              | Collocazione | Partiti                                                                            | Seggi     |
| ------------------- | ------------ | ---------------------------------------------------------------------------------- | --------- |
| Assemblea Nazionale | Governo      | ENS (166): RE (99), MoDem (36), HOR (31); Altri (47): LR (47)                      | 213 / 577 |
| Assemblea Nazionale | Astensione   | LIOT (22), N-I (7)                                                                 | 29 / 577  |
| Assemblea Nazionale | Opposizione  | NFP (193): LFI (72), SOC (66), ECO (38), GDR (17); Altri (133): RN (126), UDR (16) | 335 / 577 |

## Composizione

### Ministri
| Funzione                                                                 | Titolare | Titolare | Titolare                        | Ministri delegati | Ministri delegati |
| ------------------------------------------------------------------------ | -------- | -------- | ------------------------------- | --- | --- |
| Primo ministro                                                           |          |          | Michel Barnier (LR)             | - François-Noël Buffet (LR) Incaricato dell'Oltremare - Laurent Saint-Martin (RE) Incaricato del budget e dei conti pubblici - Nathalie Delattre (PR) Incaricata dei rapporti con il parlamento - Maud Bregeon (RE) Portavoce del Governo - Marie-Claire Carrère-Gée (LR) Incaricata del coordinamento governativo - Benjamin Haddad (RE) Incaricato dell'Europa | - François-Noël Buffet (LR) Incaricato dell'Oltremare - Laurent Saint-Martin (RE) Incaricato del budget e dei conti pubblici - Nathalie Delattre (PR) Incaricata dei rapporti con il parlamento - Maud Bregeon (RE) Portavoce del Governo - Marie-Claire Carrère-Gée (LR) Incaricata del coordinamento governativo - Benjamin Haddad (RE) Incaricato dell'Europa |
| Ministeri                                                                |          |          |                                 | | |
| Ministri                                                                 | Ministri | Ministri | Ministri                        | Ministri delegati | Segretari di Stato |
| Giustizia e Guardasigilli                                                |          |          | Didier Migaud (DVG)             | carica non assegnata | carica non assegnata |
| Partenariato con i territori e decentralizzazione                        |          |          | Catherine Vautrin (DVD)         | - Françoise Gatel (UDI) Incaricata della ruralità, del commercio e dell'artigianato - François Durovray (NF-LR) Incaricato dei trasporti - Fabrice Loher (UDI) Incaricato del mare e della pesca | carica non assegnata |
| Interno                                                                  |          |          | Bruno Retailleau (LR)           | - Nicolas Daragon (LR) Incaricato della sicurezza quotidiana | - Othman Nasrou (SL-LR) Incaricato della cittadinanza e della lotta alle discriminazioni |
| Educazione nazionale                                                     |          |          | Anne Genetet (RE)               | - Alexandre Portier (LR) Incaricato della riuscita scolastica e dell'insegnamento professionale | carica non assegnata |
| Europa e affari esteri                                                   |          |          | Jean-Noël Barrot (MoDem)        | - Sophie Primas (DVD) Incaricata del commercio con l'estero e dei Francesi all'estero - Benjamin Haddad (RE) Incaricato dell'Europa | - Thani Mohamed Soilihi (RE) Incaricato della francofonia e dei partenariati internazionali |
| Cultura                                                                  |          |          | Rachida Dati (DVD)              | carica non assegnata | carica non assegnata |
| Forze armate e veterani                                                  |          |          | Sébastien Lecornu (RE)          | - Jean-Louis Thiériot (LR) Dal 27/09/2024 | carica non assegnata |
| Transizione ecologica, energia, clima e prevenzione dei rischi           |          |          | Agnès Pannier-Runacher (TdP-RE) | - Olga Givernet (RE) Incaricata dell'energia | carica non assegnata |
| Economia, finanze e industria                                            |          |          | Antoine Armand (RE)             | - Marc Ferracci (RE) Incaricato dell'industria - Marie-Agnès Poussier-Winsback (HOR) Incaricata dell'economia sociale e solidale, dell'interesse e della partecipazione - Marina Ferrari (MoDem) Incaricata dell'economia del turismo | - Laurence Garnier (LR) Incaricata dei consumi |
| Salute e accesso alle cure                                               |          |          | Geneviève Darrieussecq (MoDem)  | carica non assegnata | carica non assegnata |
| Solidarietà, autonomia e uguaglianza di genere                           |          |          | Paul Christophe (HOR)           | - Agnès Canayer (DVD) Incaricata della famiglia e della prima infanzia - Charlotte Parmentier-Lecocq (HOR) Dal 27/09/2024 Incaricata delle persone con disabilità | - Salima Saa (LR) Incaricata dell'uguaglianza di genere |
| Edilizia abitativa e rinnovamento urbano                                 |          |          | Valérie Létard (UDI)            | carica non assegnata | carica non assegnata |
| Agricoltura, sovranità alimentare e foreste                              |          |          | Annie Genevard (LR)             | carica non assegnata | carica non assegnata |
| Lavoro e impiego                                                         |          |          | Astrid Panosyan-Bouvet (RE)     | carica non assegnata | carica non assegnata |
| Sport, gioventù e vita associativa                                       |          |          | Gil Avérous (DVD)               | carica non assegnata | carica non assegnata |
| Insegnamento superiore e ricerca                                         |          |          | Patrick Hetzel (LR)             | carica non assegnata | - Clara Chappaz (Indipendente) Incaricata dell'intelligenza artificiale e digitale |
| Funzione pubblica, semplificazione e trasformazione dell’azione pubblica |          |          | Guillaume Kasbarian (RE)        | carica non assegnata | carica non assegnata |

### Esplicative
1. ↑  RE - MoDem - HOR - PR - DVG - DVD.
2. ↑  La data si riferisce alla nomina del Primo ministro Barnier; l'entrata in carica degli altri membri è avvenuta il 21 settembre.
3. ↑  La data indica l'entrata in carica del nuovo governo; fino a tale data i poteri sono nelle mani dei ministri dimissionari.
4. 1 2 3  Viene riportata la situazione parlamentare solo di questa camera (e non anche del Senato) poiché solo quest'ultima ha il potere di controllare il rapporto di fiducia con l'esecutivo.
5. 1 2 3  Comprende anche G.s e Gé.
6. 1 2  Questi partiti, ufficialmente ed originariamente all’opposizione, hanno deciso di supportare il governo in occasione della mozione di censura per un puro gesto di collaborazione politica reciproca, purché negoziata e comunque non in pianta stabile.
7. ↑  Ministro delegato anche presso il Ministero dell'Europa e degli affari esteri.
8. ↑  Ministro delegato anche presso la Presidenza del consiglio.

### Bibliografiche
1. ↑   I dati definitivi, ecco i numeri della nuova Assemblea Nazionale, Rai News, 8 luglio 2024.
2. ↑   Francia, gli scenari possibili dopo il voto: dalle alleanze forzate alla crisi istituzionale, Rai News, 8 luglio 2024.
3. ↑   Cosa succede ora in Francia, Il Post, 8 luglio 2024.
4. ↑   Macron ha proposto un nuovo governo senza l’estrema destra e la sinistra radicale, Il Post, 11 luglio 2024.
5. ↑   Il presidente francese Emmanuel Macron ha accettato le dimissioni del primo ministro Gabriel Attal, Il Post, 16 luglio 2024.
6. ↑   Emmanuel Macron ha detto che non nominerà il nuovo governo prima della fine delle Olimpiadi, Il Post, 24 luglio 2024.
7. ↑   La sinistra francese si sta già dividendo?, Il Post, 16 luglio 2024.
8. ↑   Mauro Zanon, Chi è Lucie Castets, candidata premier del Nuovo fronte popolare, Il Foglio, 24 luglio 2024.
9. ↑   In Francia è finita la «tregua olimpica», Il Post, 13 agosto 2024.
10. ↑   Il presidente francese Emmanuel Macron ha detto che tra una settimana comincerà le consultazioni per il nuovo governo, Il Post, 16 agosto 2024.
11. ↑   Nuovo governo in Francia, Macron riceve i partiti politici: per prima la coalizione di sinistra, euronews, 23 agosto 2024.
12. ↑   Francia, Macron apre alla candidata di sinistra: “Ma senza Insoumise”. Mélenchon lo sfida: “Dica sì a un governo senza i nostri ministri”, Il Fatto Quotidiano, 24 agosto 2024.
13. ↑   In Francia Macron ha escluso di nominare un primo ministro della coalizione di sinistra, Il Post, 27 agosto 2024.
14. ↑   La proposta di impeachment che sta dividendo la sinistra francese, Il Post, 23 agosto 2024.
15. ↑   Macron non ha ancora scelto un nuovo primo ministro, Il Post, 3 settembre 2024.
16. ↑   Alessandro Coppola, Macron pronto a nominare il nuovo premier, domani Cazeneuve. Hollande e Sarkozy all'Eliseo, Il Corriere della Sera, 1º settembre 2024.
17. ↑   Dal cilindro di Macron spunta il premier tecnico Beaudet, ANSA, 2 settembre 2024.
18. ↑   Macron propone Bertrand premier alla destra, AGI, 3 settembre 2024.
19. ↑   Michel Barnier è il nuovo primo ministro francese, Il Post, 6 settembre 2024.
20. ↑   Alla sinistra francese non piace per nulla la nomina di Michel Barnier, Il Post, 6 settembre 2024.
21. ↑   Il nuovo primo ministro francese sta prendendo le distanze da Macron, Il Post, 12 settembre 2024.
22. ↑   Stefano Montefiori, Marine Le Pen: «Giudicheremo Barnier sugli atti, non sulle promesse. Ma fra un anno si voterà», Il Corriere della Sera, 9 settembre 2024.
23. ↑   Il nuovo governo francese non rispecchia il risultato delle ultime elezioni, Il Post, 23 settembre 2024.
24. ↑   Francia: opposizioni all’attacco contro il governo Barnier, swissinfo, 22 settembre 2024.
25. ↑   La Francia ha un nuovo governo, Il Post, 21 settembre 2024.
26. ↑   La legge di bilancio sta diventando un problema serio per il governo francese, Il Post, 28 novembre 2024.
27. ↑   È caduto il governo francese, Il Post, 4 dicembre 2024.
28. ↑   In Francia si voterà una mozione di sfiducia contro il governo, Il Post, 2 dicembre 2024.